# Aeschynomene megalophylla
Aeschynomene megalophylla är en ärtväxtart som beskrevs av Hermann August Theodor Harms. Aeschynomene megalophylla ingår i släktet Aeschynomene och familjen ärtväxter. Inga underarter finns listade i Catalogue of Life.